# 天下足球
《天下足球》（英文：Total Soccer），中国中央电视台体育频道（CCTV5）足球資訊节目，2000年11月27日启播。逢周一18：35－19：25于CCTV5播出，每期50分钟。口号为“最纯粹的足球，最高级的享受”，现时男主持人为邵圣懿，替补男主持则由朱晓雨或刘嘉远担任。女主持人为蔡云咏。

## 启播原因
2000年之前，央视唯一的足球資訊节目是《足球之夜》。但因为欧洲足球联赛比赛主要在周末播出，为适应关注欧战赛事观众的需要，故将《足球之夜》国际部分独立出来，改至周一播出，从而启播《天下足球》。
近年因中国足球事业陷入低谷，加上收看欧洲足球联赛观众人数日渐增多，《天下足球》已成为中国大陆地区影响力最大的足球资讯节目。

## 内容

### 概况
天下足球节目主要播出世界足坛重要比赛录像（因为版权问题，某些赛事录像无法播出，如西甲）以及重大新闻，同时设有一些内容与足球相关的小栏目，以增加娱乐性。有时则会整期推出特别专题。

### 解说
节目启播初期，节目内容解说由主持人兼任，2002年后则由节目编辑担任。目前主要解说者为刘嘉、焦灿二人。其中，西甲板块编辑王涛已于2014年离开央视，不过之后王涛的“北半球骚客”团队仍不时与《天下足球》合作推出特别企划。

### 常设栏目

#### 绿茵重量级
除推出特别专题外，每期均播出的栏目，为节目主要部分。播放国际上重要赛事录像，配以解说。

#### 足球制造
播放国际足坛重要新闻，以及球员、球队动态。

#### 绝对巨星
不定期播出，介绍国际足坛现役及退役著名球星，展现球星成长历程和经历。曾介绍球星包括：保罗·马尔蒂尼、范巴斯滕、路易斯·菲戈、罗纳尔迪尼奥、保罗·加斯科因、安德烈·舍甫琴科、罗伯特·巴乔、克里斯蒂安·维耶里、大卫·西曼、里瓦尔多、齐内丁·齐达内、蒂埃里·亨利、奥勒·居纳尔·索尔斯克亚、瑞恩·吉格斯、卢卡·托尼、迪迪埃·德罗巴、卡卡等。

#### Top10
固定栏目。以“十大”形式，总结回顾足坛重大事件及重要人物。
因该栏目较受欢迎，节目组曾联合武汉出版社，推出《天下足球百大Top10》一书，内容为文字版Top10系列精华。同时附送两张VCD光碟，为Top10系列精彩回顾。

#### 看球听歌
不定期播出，以MV形式展示足球精彩镜头。

#### 大画足球
以Flash动画形式，讲述足坛的人与事。

#### 戏说足球
2008年起启播，搜罗球场内外的趣闻趣事。

#### 十大扑救、进球
评选出上一周赛场上10个最精彩的进球及门将扑救动作。

### 著名专题
- 《星·球》：以50大形式，回顾绿茵场上球星的经典技术动作。如“五十大脚后跟进球”、“五十大长途奔袭”。
- 《贝影》：制作于贝克汉姆宣布将转会美国大联盟后，回顾他在曼联、皇家马德里的经历。主题音乐《Because Of You》。2013年，贝克汉姆宣布退役，天下足球栏目组又因此制作了名为《贝影-大结局》的专题节目。用来回顾和总结贝克汉姆的职业生涯点滴。
- 《十二码》：总结历史上的著名点球、点球高手，以及关于点球的趣闻。
- 《世界足坛一百单八将》：将足坛明星与《水浒传》内容相结合。选出108位与梁山好汉特征相似的球星。由朱晓雨主持。
- 《疯狂的足球》：共分四季，其中第一季分三集，第二、三、四季为单集一季，搜索球场内外爆笑镜头，配上搞笑旁白，由王涛主持。
- 《为足球而歌唱》：播放欧洲联赛豪门的队歌或球迷歌曲，以及国际赛事著名歌曲。
- 《亨利：谁与争锋》制作于亨利转会美国大联盟纽约红牛队后，回顾了亨利的国家队和俱乐部经历。2014年12月，亨利宣布退役，天下足球栏目组又因此制作了名为《亨利：谁与争锋-大结局》的专题节目。用来回顾和总结亨利的职业生涯点滴。
- 《黄金十年》后顾了2000-2010年这十年之间国际足坛的发展和大起大落，评选了“十年最佳阵容”“十年最佳球员”以及十年中的一场国家队经典比赛和一场俱乐部经典比赛。
- 《演员的自我修养》以足球场上球员“表演”为主题的爆笑专题片，分别于2011年10月10日和2011年11月14日的《天下足球》节目中播出。
- 《天下足球奥斯卡》2011年12月26日和2012年1月2日播出，专题对2011年世界足坛进行了年终盘点。12月26日的第一期在球迷中引起了巨大的反响，尤以“2011十大感动瞬间”最受好评。专题宣传片主题曲《When We Stand Together》。

## 片尾曲
| 年份                | 片尾曲                         | 演唱者              |
| ------------------- | ------------------------------ | ------------------- |
| 2006年末至 2007年初 | 《Numb》                       | 林肯公园            |
| 2007年              | 《Don't Turn Off the Lights》  | 安立奎·伊格莱西亚斯 |
| 2008年              | 《Leave Out All the Rest》     | 林肯公园            |
| 2009年              | 《Gotta Be Somebody》          | 五分钱合唱团        |
| 2010年              | 《Brand New Day》              | 瑞恩·斯达           |
| 2011年              | 《Beautiful Tonight》          | 西城男孩            |
| 2012年              | 《When We Stand Together》     | 五分钱合唱团        |
| 2013年              | 《Hall of Fame》               | 手创乐队            |
| 2014年              | 《If We Try》                  | 男孩地带            |
| 2015年              | 《This Is What It Feels Like》 | 阿明·范·比伦        |
| 2016年              | 《Heroes》                     | 芒斯·塞默洛         |
| 2017年              | 《My Victory》                 |        |

## 争议

### 邀请蒂埃里·亨利玩盗版游戏
中央电视台体育频道2007年6月4日晚播出的《天下足球》栏目，被指出公开使用走私游戏机和盗版软件。
节目中有一部分是主持人段瑄和嘉宾法国前锋蒂埃里·亨利玩Xbox 360游戏Winning Eleven X。该Winning Eleven X是不完全的民间汉化版本，执行此游戏的XBOX 360主机必须经过特殊改装。另外XBOX 360和Winning Eleven X皆未在中国大陆正式发行。事后《天下足球》节目组表示对是否使用盗版不知情。

### 直播失误
2007年8月13日，主持人段暄在《天下足球》节目的现场直播中，出现了上半身身着西装，却在播音桌下伸出一条没穿西裤的腿的画面。自此之后中国球迷常以“裤衩”指代段暄。